# Athena Strates
Athena Strates, född 12 november 1996, är en sydafrikansk skådespelerska. Han är mest känd för sina roller i den biografiska filmen The Dating Game Killer (2017) och Kyle i skräckfilmen The Bayou (2025).